# Großer Preis von Aserbaidschan
Der Große Preis von Aserbaidschan ist ein Formel-1-Rennen, das seit 2017 auf dem Baku City Circuit in Aserbaidschan veranstaltet wird. Als Austragungsort wurde ein Stadtkurs in der Hauptstadt Baku gewählt.
Nachdem das Rennen 2016 auf derselben Strecke noch als Großer Preis von Europa ausgetragen worden war, entschieden sich die Organisatoren Ende 2016 zu einem Namenswechsel, um das Land touristisch besser zu vermarkten.
2020 wurde das Rennen aufgrund der COVID-19-Pandemie abgesagt.

## Ergebnisse
| Auflage | Jahr | Strecke                                 | Klasse                                  | Sieger                                  | Zweiter                                  | Dritter                                 | Pole-Position                           | Schnellste Runde                        |
| ------- | ---- | --------------------------------------- | --------------------------------------- | --------------------------------------- | ---------------------------------------- | --------------------------------------- | --------------------------------------- | --------------------------------------- |
| 01      | 2017 | Baku                                    | F1                                      | Daniel Ricciardo (Red Bull-TAG Heuer)   | Valtteri Bottas (Mercedes)               | Lance Stroll (Williams-Mercedes)        | Lewis Hamilton (Mercedes)               | Sebastian Vettel (Ferrari)              |
| 02      | 2018 | Baku                                    | F1                                      | Lewis Hamilton (Mercedes)               | Kimi Räikkönen (Ferrari)                 | Sergio Pérez (Force India-Mercedes)     | Sebastian Vettel (Ferrari)              | Valtteri Bottas (Mercedes)              |
| 03      | 2019 | Baku                                    | F1                                      | Valtteri Bottas (Mercedes)              | Lewis Hamilton (Mercedes)                | Sebastian Vettel (Ferrari)              | Valtteri Bottas (Mercedes)              | Charles Leclerc (Ferrari)               |
|         | 2020 | abgesagt aufgrund der COVID-19-Pandemie | abgesagt aufgrund der COVID-19-Pandemie | abgesagt aufgrund der COVID-19-Pandemie | abgesagt aufgrund der COVID-19-Pandemie  | abgesagt aufgrund der COVID-19-Pandemie | abgesagt aufgrund der COVID-19-Pandemie | abgesagt aufgrund der COVID-19-Pandemie |
| 04      | 2021 | Baku                                    | F1                                      | Sergio Pérez (Red Bull Racing-Honda)    | Sebastian Vettel (Aston Martin-Mercedes) | Pierre Gasly (AlphaTauri-Honda)         | Charles Leclerc (Ferrari)               | Max Verstappen (Red Bull Racing-Honda)  |
| 05      | 2022 | Baku                                    | F1                                      | Max Verstappen (Red Bull Racing-RBPT)   | Sergio Pérez (Red Bull Racing-RBPT)      | George Russell (Mercedes)               | Charles Leclerc (Ferrari)               | Sergio Pérez (Red Bull Racing-RBPT)     |
| 06      | 2023 | Baku                                    | F1                                      | Sergio Pérez (Red Bull Racing-RBPT)     | Max Verstappen (Red Bull Racing-RBPT)    | Charles Leclerc (Ferrari)               | Charles Leclerc (Ferrari)               | George Russell (Mercedes)               |
| 07      | 2024 | Baku                                    | F1                                      | Oscar Piastri (McLaren-Mercedes)        | Charles Leclerc (Ferrari)                | George Russell (Mercedes)               | Charles Leclerc (Ferrari)               | Lando Norris (McLaren-Mercedes)         |

| Legende   | Legende                                                                                              | Legende                                                     |
| Abkürzung | Klasse                                                                                               | Kommentar                                                   |
| --------- | --- | ----------------------------------------------------------- |
| F1        | Formel 1                                                                                             | Formel-1-Weltmeisterschaft ab 1950                          |
| F2        | Formel 2                                                                                             |                                                             |
| FL        | Formula libre                                                                                        | Fahrzeugklasse in der Regel vom Veranstalter ausgeschrieben |
| SW        | Sportwagen                                                                                           |                                                             |
| TW        | Tourenwagen                                                                                          |                                                             |
| GP        | Grand-Prix-Fahrzeuge                                                                                 |                                                             |
|           | ↓ Durchgehende graue Linien zeigen an, wann in der Geschichte auf einem neuen Kurs gefahren wurde. ↓ |                                                             |
|           | |                                                             |
|           | Einträge mit hellrotem Hintergrund waren keine Läufe zur Automobil- bzw. Formel-1-Weltmeisterschaft. |                                                             |
|           | Einträge mit gelbem Hintergrund waren Läufe zur Europameisterschaft.                                 |                                                             |